# Conus coelinae
Conus coelinae е вид охлюв от семейство Conidae. Възникнал е преди около 0,0117 млн. години по времето на периода кватернер. Видът не е застрашен от изчезване.

## Разпространение и местообитание
Разпространен е в Австралия (Куинсланд), Индонезия (Калимантан), Маршалови острови, Нова Каледония, САЩ (Хавайски острови), Соломонови острови и Филипини.
Обитава крайбрежията и пясъчните дъна на морета и рифове. Среща се на дълбочина от 16 до 62 m, при температура на водата около 24,4 °C и соленост 35,6 ‰.